# بورکهارد اسپینن
بورکهارد اسپینن (انگلیسی: Burkhard Spinnen؛ زادهٔ ۲۸ دسامبر ۱۹۵۶) نویسنده اهل آلمان است.